# 55 Broadway

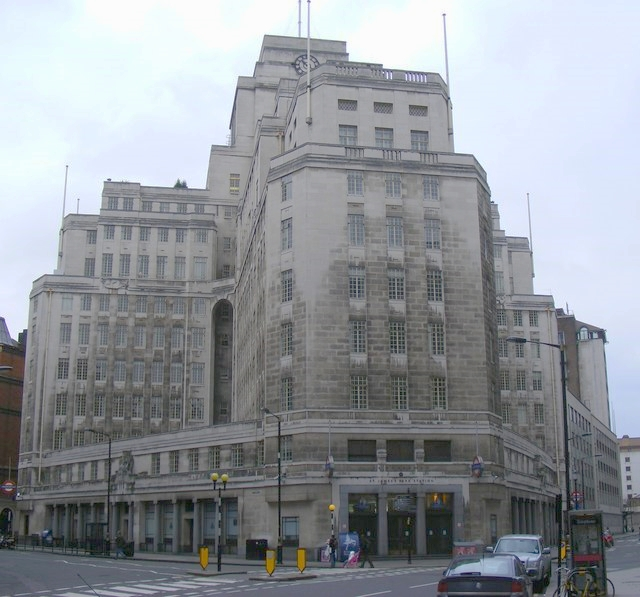
55 Broadway

55 Broadway ist ein markantes Gebäude im Art-déco-Stil in London. Es befindet sich in der City of Westminster südlich des St. James’s Park, über der gleichnamigen U-Bahn-Station. Das vom Architekten Charles Holden entworfene Bauwerk steht unter Denkmalschutz (Grade I). Es ist seit seiner Fertigstellung im Jahr 1929 Verwaltungssitz von London Underground.

## Beschreibung
Das Gebäude ist ein mit Beton umhüllter Stahlskelettbau mit einer Verkleidung aus Portland-Kalkstein. Die zwei untersten Stockwerke erstrecken sich über das gesamte unregelmäßig geformte Grundstück. Darüber erheben sich fünf in Kreuzform angeordnete Stockwerke, deren Flügel sich bis zum Perimeter erstrecken. Diese Flügel sind um einen 53 Meter hohen zentralen Turm angeordnet.
Der Ziergiebel über dem siebten Stockwerk ist mit einem Reliefband und mit Skulpturen verziert, die unter dem Namen The Four Winds (die vier Himmelsrichtungen) bekannt sind. Jede Himmelsrichtung ist doppelt vertreten, so dass es insgesamt acht solcher Skulpturen gibt. Hinzu kommen zwei Skulpturen, die den Tag und die Nacht symbolisieren.

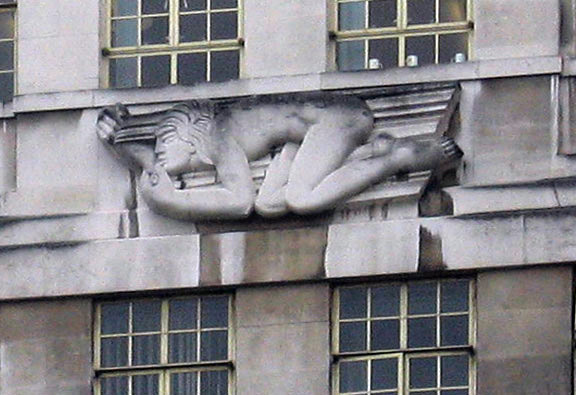
North Wind von Eric Gill

Die Skulpturen stammen von folgenden Künstlern:
- Day and Night von Jacob Epstein
- North Wind von Alfred Gerard
- North Wind von Eric Gill
- East Wind von Eric Gill
- East Wind von Allan Wyon
- South Wind von Eric Gill
- South Wind von Eric Aumonier
- West Wind von Samuel Rabinovitch
- West Wind von Henry Moore

## Geschichte

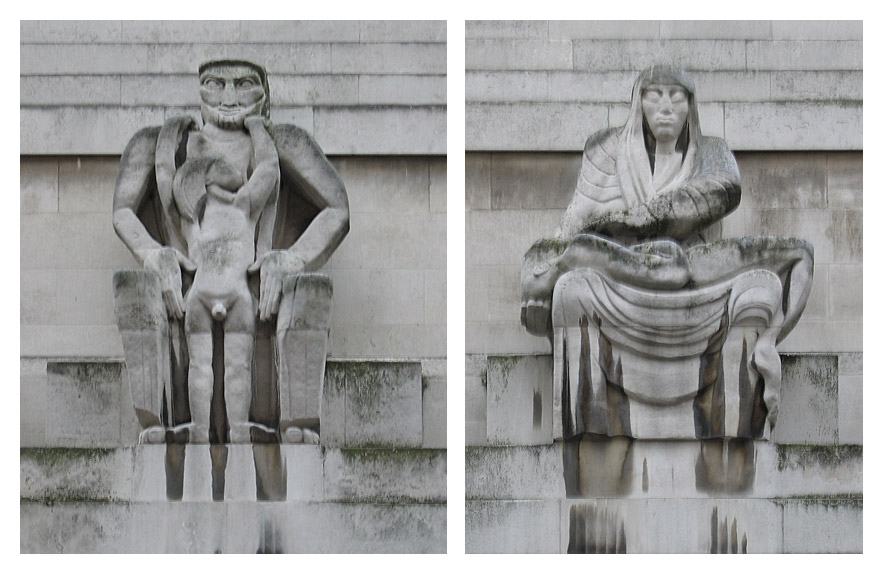
Skulpturen Day and Night von Jacob Epstein sorgten für einen Skandal

Holden hatte seit 1923 für die Underground Electric Railways Company of London (UERL), die wichtigste Vorgängergesellschaft von London Underground, verschiedene U-Bahn-Stationen entworfen. 1926 erhielt er von UERL-Geschäftsführer Frank Pick den Auftrag, einen neuen repräsentativen Hauptsitz über der Station St. James’s Park zu entwerfen, als Ersatz für das zu klein gewordene Electric Railway House am selben Standort. Als das Gebäude 1929 eröffnet wurde, war es das höchste Bürogebäude Londons in Stahlskelettbauweise. Zwei Jahre später erhielt Holden die London Architecture Medal des Royal Institute of British Architects.
Die Modernität und die bildliche Nacktheit der von Jacob Epstein geschaffenen Skulpturen Day and Night sorgten nach der Enthüllung für einen Skandal. Verschiedene Zeitungen starteten Kampagnen, um die Anstoß erregenden Skulpturen zum Verschwinden zu bringen. Sie seien „obszön“, „bestialisch“ und würden „Albträumen“ gleichen. Lord Colwyn, einer der Direktoren, war sogar bereit, die Abbruchkosten zu übernehmen. Pick übernahm die volle Verantwortung und bot seinen Rücktritt an. Epstein willigte schließlich ein, den hervorstehenden Penis der Day-Skulptur um knapp vier Zentimeter zu verkürzen, woraufhin sich die Gemüter beruhigten.